# Piotr Seifman
Piotr Stefan Seifman (ur. 1 marca 1823 w Warszawie, zm. 23 stycznia 1903 w Krakowie) – polski weterynarz, profesor i doktor medycyny. Jeden z najwybitniejszych przedstawicieli polskiej weterynarii, reformator szkolnictwa weterynaryjnego. Kawaler Orderu Świętej Anny II i III Klasy oraz Kawaler Orderu Świętego Stanisława II Klasy.

## Życiorys
W latach 1844–1848 studiował w Szkole Weterynaryjnej w Warszawie, pod kierunkiem Edwarda Ostrowskiego.
Ukończywszy ją z wyróżnieniem i uzyskawszy dyplom pomocnika weterynaryjnego, rozpoczął pracę jako weterynarz w dobrach Wodzickich, w Złotej pod Lublinem. Po odbyciu dodatkowych kursów przyrodniczych, fizyki, chemii i farmacji w warszawskiej Szkole Farmaceutycznej zdał egzamin „cum eximia laude” i otrzymał w 1852 r. tytuł weterynarza, po czym objął posadę rządową – weterynarza kwarantannowego w Ciechanowcu.
W 1853 r. na podstawie pracy „O ospie owczej” wydanej w 1855 r., Rada Lekarska Królestwa Polskiego nadała mu tytuł zawodowy – magistra nauk weterynaryjnych.
W latach 1853–1857 pełnił funkcję asesora weterynaryjnego przy gubernialnym Urzędzie Lekarskim w Augustowie, następnie od 1858 r. referent weterynarii w Zarządzie Głównego Inspektora Służby Zdrowia Królestwa Polskiego w Warszawie.
W latach 1858–1859 jako stypendysta rządowy został oddelegowany za granicę, odwiedził uczelnie w Wiedniu, Monachium, Stuttgarcie, Alforcie, Lionie, Cureghem (obecnej dzielnicy Brukselii), Hanowerze, Berlinie i Dreźnie. Po powrocie z podróży po Europie Zachodniej, wydał pracę „Sprawozdanie z podróży naukowo-weterynaryjnej w 1858 i 1859 r.”, wydanej w 1860 r.
W czerwcu 1859 r. został wykładowcą fizjologii, patologii ogólnej, anatomii patologicznej, terapii ogólnej, farmakologii z recepturą, weterynarii sądowej i policji weterynaryjnej w warszawskiej Szkole Weterynaryjnej, a rok później w 1860 r. jej wicedyrektorem.
Po wygraniu konkursu objął ponadto od lutego 1862 r. wykłady epizootiologii i policji weterynaryjnej w Akademii Medyko-Chirurgicznej w Warszawie. W dniu 15 grudnia 1862 r. mianowano go profesorem weterynarii nowo powołanego Instytutu Politechnicznego i Rolniczo-Leśnego w Puławach. Przystąpił do organizacji zakładu i kliniki, ale wykładów nie rozpoczął z powodu wybuchu powstania styczniowego i zamknięcia uczelni.
Po powrocie do Warszawy od 1864 r. do 1873 r. prowadził wykłady epizootiologii i policji weterynaryjnej na Wydziale Lekarskim Szkoły Głównej, a później Cesarskiego Uniwersytetu Warszawskiego. W latach 1865–1869 studiował tu medycynę, po ukończeniu jej i uzyskaniu dyplomu lekarza otrzymał etat docenta na Cesarskim Uniwersytecie Warszawskim.

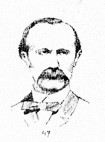
Rysunek autorstwa Ksawerego Pillati – prof. Seifman.

Jednocześnie w 1865 r. został zarządzającym – p.o. Dyrektora Szkoły Weterynaryjnej w Warszawie, wykładał tu szczegółową patologię i terapię, epizootiologię, policję weterynaryjną i weterynarię sądową oraz kierował klinika chorób wewnętrznych. Pod jego kierownictwem Szkoła uzyskała wyższą rangę w hierarchii szkolnej, gdyż w 1865 r. przeszła z gestii Głównego Inspektora Służby Zdrowia pod opiekę Komisji Oświecenia Publicznego.
Od 1866 r. Seifman brał udział w pracach komisji opracowującej nowy statut Szkoły, umożliwiający jej dalszy rozwój, nie zdołał doprowadzić jej jednak do poziomu uczelni wyższej. Równocześnie pełnił ponownie funkcję referenta weterynarii w Zarządzie Głównego Inspektora Służby Zdrowia Królestwa Polskiego w Warszawie, do czasu zniesienia tego urzędu w 1867 r. W tym okresie życia uczestniczył również w konferencji naukowej poświęconej księgosuszowi w Wiedniu 1862 r., następnie w II i III Międzynarodowym Kongresie Weterynaryjnym, kolejno w Wiedniu w 1865 r. i w Zurychu w 1867 r. Dyrektorem Kazańskiego Instytutu był do przejścia na emeryturę w 1879 r.
Pod koniec 1873 r. wyjechał do Kazania, aby na zlecenie rosyjskiego Ministerstwa Oświaty zorganizować tam Instytut Weterynaryjny. Mimo obcego otoczenia, trudności ze zdobyciem pomieszczeń i doborem kadry, uruchomił go w sierpniu 1874 r., objął jego dyrekcję, zorganizował osiem katedr i sam jako profesor zwyczajny wykładał chirurgię, akuszerię, terapię, diagnostykę fizyczną i kierował klinikami chirurgiczną i terapeutyczną.
W 1877 r. został członkiem Komitetu Weterynaryjnego Ministerstwa Spraw Wewnętrznych w Petersburgu i z okazji 25-lecia jego działalności naukowej i organizacyjnej otrzymał od Cara Aleksandra II z dynastii Romanowów tytuł urzędniczy rzeczywistego radcy stanu.
W 1877 r. przygotował również rozprawę „Trichiny i trichinnaja bolezń”, na podstawie której 15 czerwca 1879 r. uzyskał stopień doktora medycyny, na Wydziale Lekarskim na Uniwersytecie w Warszawie. W tym też roku powrócił do Warszawy gdzie rozpoczął prywatną praktykę weterynaryjną i lekarską.
W dniu 15 września 1881 r. przybył do Lwowa, gdzie z inicjatywy „protomedyka” namiestnictwa Galicji – Alfreda Biesiadeckiego miał zorganizować Szkołę Weterynaryjną z równoczesnym objęciem stanowiska jej Dyrektora. Wykorzystując wcześniejsze doświadczenie, utworzył placówkę równorzędna z innymi tego typu w Europie i wytyczył plan jej dalszego rozwoju – Cesarsko-Królewska Szkoła Weterynaryjna we Lwowie, funkcję jej Dyrektora pełnił w latach 1881–1894.
Równocześnie do 1894 r. wykładał patologię i terapię szczegółową chorób wewnętrznych, epizootiologię oraz prowadził klinikę chorób wewnętrznych, a do 1884 r. także chirurgię teoretyczną, naukę o operacjach, opatrunkach i narzędziach chirurgicznych z okulistyką, oraz kierował kliniką chirurgiczną.
W 1894 r. został spensjonowany i zamieszkał w Krakowie, tu też właśnie po śmierci Andrzeja Walentowicza na prośbę władz uniwersyteckich od listopada 1897 r. do czerwca 1898 r. poprowadził katedrę weterynarii, z wykładami dla studentów medycyny z chorób stadnych i policji weterynaryjnej oraz dla słuchaczy Studium Rolniczego z weterynarii wraz z ćwiczeniami.
Ponadto był członkiem założycielem Galicyjskiego Towarzystwa Weterynaryjnego oraz jego prezesem w 1891 r., członkiem korespondentem Towarzystwa Weterynaryjnego w Krakowie, a także członkiem: Warszawskiego Towarzystwa Weterynaryjnego, Kolegium Weterynaryjnego w Londynie, Towarzystwa Weterynaryjnego w Wirtembergii i Société Centrale de Médecine Vétérinaire w Paryżu, członkiem honorowym Towarzystwa Praktycznych Weterynarzy w Petersburgu oraz Instytutów Weterynaryjnych w Dorpacie i Charkowie.

## Odznaczenia
- Order Świętej Anny II i III Klasy
- Order Świętego Stanisława II Klasy

## Działalność publikacyjna
Piotr Seifman opublikował wiele prac naukowych, były to m.in.:
- O ospie owczej, 1853 r., Warszawa, wyd. 1855 r.
- Sprawozdanie z podróży naukowo-weterynaryjnej w 1858 i 1859 r., Warszawa, wyd. 1860 r.
- Nowe spostrzeżenia stwierdzające możność udzielania się księgosuszu owcom, Warszawa, wyd. 1864 r.
- Wiadomość statystyczno-historyczna o szkole weterynarii w Warszawie pod koniec roku 1865/1866, Warszawa, wyd. 1866 r.
- Ob otkritii Kazanskago veterinarnago Instituta, Kazań, wyd. 1871 r.
- Wykład o chorobach pomorkowych. Epizootiologia, w II częściach, Kazań, wyd. 1874-1881 r.
- Dzieje założenia Szkoły weterynarii we Lwowie, Lwów, wyd. 1886 r.
- Wpływ perlicy u bydła rogatego na powstawanie i rozszerzanie się gruźlicy u ludzi, z wnioskami policyjno-sanitarnymi, Lwów, wyd. 1888 r.
- Zaraza pyska i racic u bydła rogatego, trzody chlewnej i innych zwierząt domowych, Lwów, wyd. 1890 r.

Ponadto we współpracy z Cezarym Hallerem, przełożył z języka niemieckiego dzieło Augusta Weckherlina – „Hodowla zwierząt domowych gospodarskich”.
Współpracował również z „Tygodnikiem Lekarskim”, „Gazetą Lekarską”, „Wiadomościami Lekarskimi” oraz „Przeglądem Weterynarskim”, którego w 1885 r. był współzałożycielem.
Dzięki nowoczesnej wówczas metodyce i szerokiemu zakresowi działalności naukowej (ok. 100 opublikowanych prac) był uczonym na skalę europejską, który wprowadził polską myśl weterynaryjną do nauki światowej.
Jego postać upamiętniono na poświęconej rektorom lwowskiej Akademii Medycyny Weterynaryjnej, wmurowanej w siedzibę Wydziału Weterynaryjnego Akademii Rolniczej we Wrocławiu.

## Życie prywatne
Urodził się 1 marca 1823 r. w Warszawie jako Pinkus Zayfman, w rodzinie neofitów – jako syn Tobiasza Seifmana, nauczciela i urzędnika oraz Gitli z Dawidów.
W 1852 r. przyjął wiarę ewangelicką.
24 maja 1860 r. w Warszawie w parafii Św. Aleksandra, wziął ślub z Emilią Agnieszką Antoniną Dzierożyńską, córką Damazego i Antoniny z Mierosławskich h. Leszczyc.
Wraz z żoną doczekał się trójki dzieci:
1. Stanisława Jana Seifmanna, ur. w 1861 r. w Warszawie
2. Antoniny Seifman, ur. w 1863 r. w Kowalu, zamężnej za Augustem Witkowskim
3. Joanny Alojzy Seifmann, ur. w 1867 r. w Warszawie, zmarłej w okresie 1874-1879, w Kazaniu.

Zmarł 23 stycznia 1903 r. w Krakowie, pochowany na cmentarzu Rakowickim w grobowcu rodzinnym Witkowskich.